# Saison 2018-2019 du Paris Football Club
Maillots
Chronologie
Saison précédente Saison suivante
La saison 2018-2019 du Paris Football Club, voit le club disputer la quatre-vingtième édition du Championnat de France de football de Ligue 2, championnat auquel le club participe pour la troisième fois depuis 1983, ceci après avoir terminé huitième de Ligue 2 2017-2018.
Le club finit 4ème de Ligue 2 à la fin de la saison, ce qui lui permet d'affronter en pré-barrages d'accession en Ligue 1 le 5e de Ligue 2, le Racing Club de Lens, qui se terminera par une défaite aux tirs au but dans un Stade Charléty des grands soirs.
Durant la saison, le Paris FC remporta de nombreux matchs importants (contre l'AJ Auxerre, le Havre AC ou le RC Lens notamment) mais connut de grosses désillusions dans les deux coupes avec une élimination par Croix en Coupe de France (1-0) et par l'AC Ajaccio en Coupe de la Ligue (0-0; 3-4 TAB).

## Play-off
| Mardi 21 mai 2019 | Paris FC            | 1-1 a. p.             | RC Lens             | Stade Charléty                                   |                                                  |
| 20:45 (UTC+1)     | Marko Maletić 90+3e | (0 - 1, 1 - 1, 1 - 1) | Thierry Ambrose 16e | Spectateurs : 14 653 Arbitrage : Frank Schneider | Spectateurs : 14 653 Arbitrage : Frank Schneider |
| 20:45 (UTC+1)     | Tirs au but 4 - 5   |                       |                     | Spectateurs : 14 653 Arbitrage : Frank Schneider | Spectateurs : 14 653 Arbitrage : Frank Schneider |

## Parcours en coupes

### Coupe de France de football
Le Paris Football Club entame sa campagne lors du 7e tour de la Coupe de France 2018-2019 et affronte les pensionnaires du National 2, le IC Croix. Le club est éliminé sur le score de 1 but à 0.

### Coupe de la Ligue française de football
Le club parisien participe à la Coupe de la Ligue française de football dans sa forme contemporaine pour la quatrième fois de son histoire. Les Parisiens accueillent l'AC Ajaccio pour le compte du premier tour de la Coupe de la Ligue. Les Parisiens s'incline difficilement aux tirs au but 4 à 3 après un score de 0-0 lors du temps réglementaire.